# Wellaune
Wellaune is een plaats in de Duitse gemeente Bad Düben, deelstaat Saksen, en telt 300 inwoners (2000).

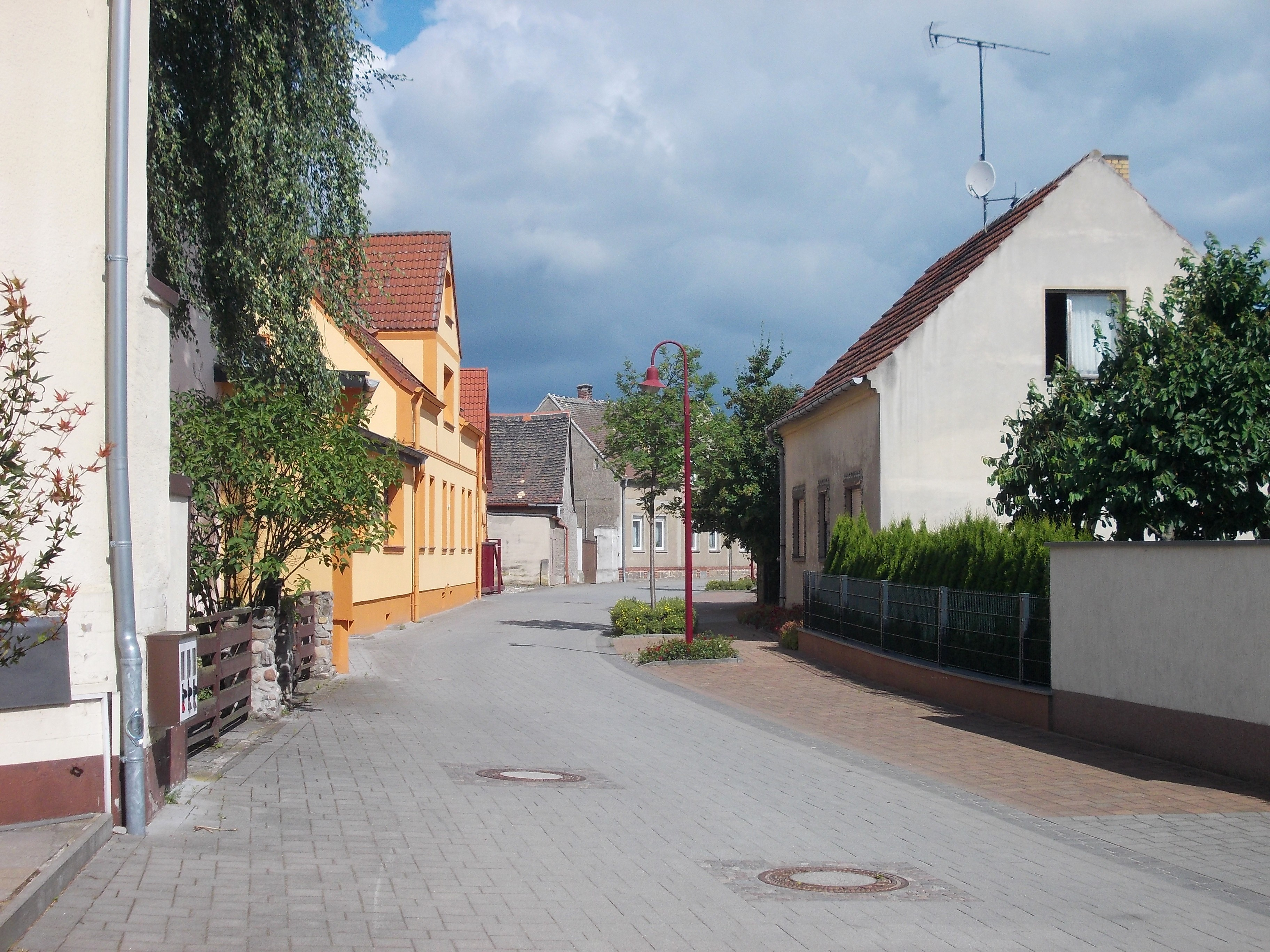
Straatbeeld in Wellaune